# Paul Conrath
Thượng tướng Nhảy dù Paul Conrath (sinh ngày 22 tháng 11 năm 1896 mất ngày 15 tháng 1 năm 1979), ông là thượng tướng (tương đương đại tướng hiện giờ) binh chủng nhảy dù của quân lực Đức Quốc xã.

### Sách
- Fellgiebel, Walther-Peer (2000). Die Träger des Ritterkreuzes des Eisernen Kreuzes 1939-1945. Friedburg, Germany: Podzun-Pallas. ISBN 3-7909-0284-5.
- Scherzer, Veit (2007). Die Ritterkreuzträger 1939–1945 Die Inhaber des Ritterkreuzes des Eisernen Kreuzes 1939 von Heer, Luftwaffe, Kriegsmarine, Waffen-SS, Volkssturm sowie mit Deutschland verbündeter Streitkräfte nach den Unterlagen des Bundesarchives (in German). Jena, Germany: Scherzers Miltaer-Verlag. ISBN 978-3-938845-17-2.